# Athetis transversa
Athetis transversa là một loài bướm đêm trong họ Noctuidae.